# Monplaisant
Monplaisant (okzitanisch: Mont Plasent) ist ein Ort und eine südwestfranzösische Gemeinde (commune) mit 268 Einwohnern (Stand 1. Januar 2022) in der alten Kulturlandschaft des Périgord im Département Dordogne im Nordosten der Region Aquitanien.

## Lage
Der Ort Monplaisant liegt im Périgord noir in einer Höhe von ca. 165 m ü. d. M. und etwa 34 Kilometer (Fahrtstrecke) südwestlich von Sarlat-la-Canéda; Pays de Belvès befindet sich nur ca. zwei Kilometer südlich. Zur Gemeinde gehören auch mehrere Einzelgehöfte. An der östlichen Gemeindegrenze verläuft das Flüsschen Nauze.

## Bevölkerungsentwicklung
| Jahr                      | 1968 | 1975 | 1982 | 1990 | 1999 | 2006 | 2012 |
| Einwohner                 | 211  | 202  | 218  | 216  | 251  | 265  | 276  |
| Quelle: Cassini und INSEE |      |      |      |      |      |      |      |

Im 19. Jahrhundert lag die Einwohnerzahl der Gemeinde stets zwischen 350 und 450 Personen. Die Reblauskrise im Weinbau und der Verlust von Arbeitsplätzen durch die Mechanisierung der Landwirtschaft führten zu einem kontinuierlichen Bevölkerungsrückgang, dessen Tiefpunkt möglicherweise in den 1970er bis 1990er Jahren erreicht wurde.

## Wirtschaft
Bis in die heutige Zeit spielt die Landwirtschaft die größte Rolle im Wirtschaftsleben der Gemeinde. Der hier betriebene Weinbau ist jedoch nach der Reblauskrise gänzlich aufgegeben worden. Tabak und Mais sind ebenfalls auf dem Rückzug – stattdessen dominieren Wälder, Felder und Weiden, aber auch Walnuss-, Esskastanien- und Obstbäume die Region. Auch Gänseleberpastete und Trüffel zählen zu den regionalen Spezialitäten. Einige leerstehende Häuser werden als Ferienwohnungen (gîtes) vermietet.

## Geschichte
Der Ortsname Mont Plaisan erscheint erstmals in einem Dokument des 10. Jahrhunderts; im Jahr 1156 wurde er Munplacens geschrieben. Kirche und Ort gehörten im Jahr 1305 zur Benediktiner-Abtei Fongauffier in Sagelat, die im Verlauf der Französischen Revolution aufgelöst und zerstört wurde.

## Sehenswürdigkeiten
- Die einschiffige Pfarrkirche Saint-Jean-Baptiste mit ihrer schmucklosen Fassade und ihrem zweigeteilten Glockengiebel stammt aus dem 12. Jahrhundert.
- Unmittelbar angrenzend steht das ehemalige Pfarrhaus (presbytère) aus dem 16. Jahrhundert, welches die Dimensionen der Kirche übertrifft. Hübsch sind die halbrunden Giebelfronten der beiden Lukarnen mit ihren Fächerrosetten.